# 마람풀
마람풀(marram-, 학명: Ammophila arenaria 암모필라 아레나리아[*])은 벼과의 여러해살이풀이다. 원산지는 서남아시아와 유럽 및 북아프리카이며, 그 외에 오세아니아와 북아메리카 일부 지역에서도 귀화식물로서 자생한다.